# Mathias Point
Der Mathias Point ist eine Landspitze nahe dem südöstlichen Ende von Montagu Island im Archipel der Südlichen Sandwichinseln. Sie liegt 2,5 km nördlich des Allen Point. 
Das UK Antarctic Place-Names Committee benannte sie 1971 nach Leutnant  W. A. Mathias (* 1938) von der Royal Navy, Hubschrauberpilot eines Flugs von Bord der HMS Protector zur Erkundung der Südlichen Sandwichinseln im Jahr 1964.